# Tarso Toussidé
Tarso Toussidé je 3265 metrů vysoký stratovulkán severu Čadu. Tvoří rozsáhlý sopečný masiv na západním okraji pohoří Tibesti a jeho rozloha je přibližně 6 000 km². 
Hlavní vrchol sopky vznikl na západním okraji 14 km široké kaldery v pleistocénu. Masív se nachází nad prekambrijskou břidlicí na východě a nad paleogenními pískovci v západní části. Na vrcholu se nachází četné fumaroly a lávové proudy malého stáří z trachytických a trachyto-andezitových materiálů. Pokrývají plochu přibližně 200 km2 a rozkládají se 25 km od vrcholu hlavně na západ od hlavního kráteru sopky. Jihovýchodně od Toussidé se nachází 1 km hluboká a 8 km široká kaldera Trou au Natron. Sopky Ehi Timi a Ehi Sosso a menší kráter Doon Kidimi o šířce 1,5 km se nachází na severovýchodním a východo-jihovýchodním straně masívu Tarso Toussidé. 